# Aleksey Drachev
Aleksey Drachev (tiếng Belarus: Аляксей Драчоў; tiếng Nga: Алексей Драчёв; sinh 22 tháng 8 năm 1994) là một cầu thủ bóng đá Belarus. Tính đến năm 2017, anh thi đấu cho Krumkachy Minsk.